# ریوتا تاکاسوگی
ریوتا تاکاسوگی (انگلیسی: Ryota Takasugi؛ زادهٔ ۱۰ ژانویهٔ ۱۹۸۴ در اوبه، یاماگوچی) بازیکن فوتبال اهل ژاپن است.